# Neostothis gigas
Neostothis gigas är en spindelart som beskrevs av Jehan Vellard 1925. Neostothis gigas ingår i släktet Neostothis och familjen Nemesiidae. Inga underarter finns listade i Catalogue of Life.